# 外高加索社會主義聯邦蘇維埃共和國國徽
外高加索社會主義聯邦蘇維埃共和國國徽啟用期不詳。飾以格魯吉亞民族圖案，上方有紅色五角星，中為鎚子與鐮刀，象徵社會主義照亮全球。以下為象徵亞美尼亞的阿拉臘山和阿塞拜疆的新月。

## 历史

1922 - 1923
1923 - 1924
1924 - 1931
1931 - 1936